# Salvatore Parlagreco
Salvatore Parlagreco (Gela, 20 novembre 1941) è uno scrittore e giornalista italiano.

## Biografia
Dopo aver seguito degli studi ad indirizzo classico a Gela, diventa docente di ruolo negli istituti superiori ed inizia a collaborare come giornalista nel Corriere di Gela e nei quotidiani palermitani L'Ora e Giornale di Sicilia. Negli anni '80 diviene segretario provinciale di Palermo del PSI..
Chiamato dal presidente Salvatore Lauricella all'ufficio stampa  dell'Assemblea regionale siciliana, è stato successivamente direttore del servizio informazione e comunicazione dell'Ars. Nel corso della sua carriera ha diretto i periodici dell'Ars, Cronache parlamentari siciliane, e L'Euromediterraneo.
Nel 1996 è stato assessore alla cultura del comune di Gela. È stato nominato dal presidente dell'Ars Nicola Cristaldi direttore della Fondazione Federico II di Palermo nel 1997, e lo resta fino al 2001.
Nel 2007 fonda il quotidiano online Siciliainformazioni.
È stato docente a contratto alla Scuola di specializzazione dei diritti umani presso l'Università di Palermo. Come scrittore ha pubblicato diverse opere fra romanzi, saggi e inchieste.
Nel maggio 2014 il presidente della Regione Siciliana Rosario Crocetta lo nomina Presidente del Cerisdi.

## Opere
- Il potere delle parole, le parole del potere (1985)
- Il cavaliere e monsignore (Premio ultimo novecento - città di Pisa 1986)
- Il mistero del Corvo (1989)
- Il piacere e il potere (1989)
- Le mafie (1990)
- Il grande intrigo (1993)
- Le ragioni della tolleranza (1995)
- La Carta dell'autonomia (1997)
- Le ragioni dei ragazzi (1998)
- L'uomo di vetro (da cui è stato tratto il film omonimo di Stefano Incerti - Premio Walter Tobagi 1999).
- La guerra delle due sinistre (2001)